# Ciclesonida
La ciclesonida  es un glucocorticoide utilizado para tratar el asma y la rinitis alérgica. Se comercializa bajo las marcas Alvesco para el asma y Omnaris, Omniair, Zetonna y Alvesco para la fiebre del heno en los EE. UU. y Canadá.
Los efectos secundarios del medicamento incluyen dolor de cabeza, hemorragias nasales e inflamación de la nariz y los revestimientos de la garganta.
Fue patentado en 1990 y aprobado para uso médico en 2005.  El medicamento fue aprobado para adultos y niños mayores de 12 años por la Administración de Drogas y Alimentos de los Estados Unidos en octubre de 2006.

## Lectura adicional
- Datos: Q5119448
- Multimedia: Ciclesonide / Q5119448

1. ↑  Rossi S, (2006). Australian Medicines Handbook. (en inglés). ISBN 0-9757919-2-3.